# Tumba bruksmuseum
Tumba bruksmuseum är ett statligt museum vid Tumba bruk i Stockholmsförorten Tumba i Botkyrka kommun. Museet, som öppnades 1968, drivs sedan 2004 av Statens historiska museer. Efter en ombyggnad nyinvigdes museet den 4 juni 2005. Museet fokuserar på pappers- och sedeltillverkning samt livet i och vid Tumba pappersbruk. Museet nominerades 2008 som en av kandidaterna till European Museum of the Year Award.

## Byggnaderna
Museet består av fyra hus på bruksområdet: Oxhuset, Röda magasinet, Kölnan och Spruthuset. Ett femte hus, Spannmålsmagasinet, byggt 1761, fungerar som museets magasin.
Oxhuset, byggt 1825, ritades sannolikt av Carl Christoffer Gjörwell. Huset är museets huvudbyggnad och hyser en permanentutställning om sedelns och Riksbankens historia, samt museibutiken och ett kafé.
Röda magasinet, byggt omkring 1800, innehåller en utställning om papperets historia. Där visas även hur handgjort papper tillverkas.
Huset Kölnan, uppfört 1763, åtta år efter att bruket öppnades 1755, är ett av bruksområdets äldsta hus. Bruksmuseet låg enbart i Kölnan före ombyggnaden 2005. Nu visas i Kölnan en utställning om brukets och bygdens historia. På övervåningen finns en rekonstruerad lägenhet och en liten skolsal.
Spruthuset, byggt 1926, är brukets gamla brandstation, och mellan 1938 och 1957 också Botkyrka-Grödinges brandkårs huvudstation. I huset finns sedan 30 maj 2009 en utställning om brandsäkerhet, med betoning på brandsäkerheten vid bruket. I utställningen ingår en brandbil från 1940-talet och annan äldre brandsläckningsutrustning.

## Ur samlingarna

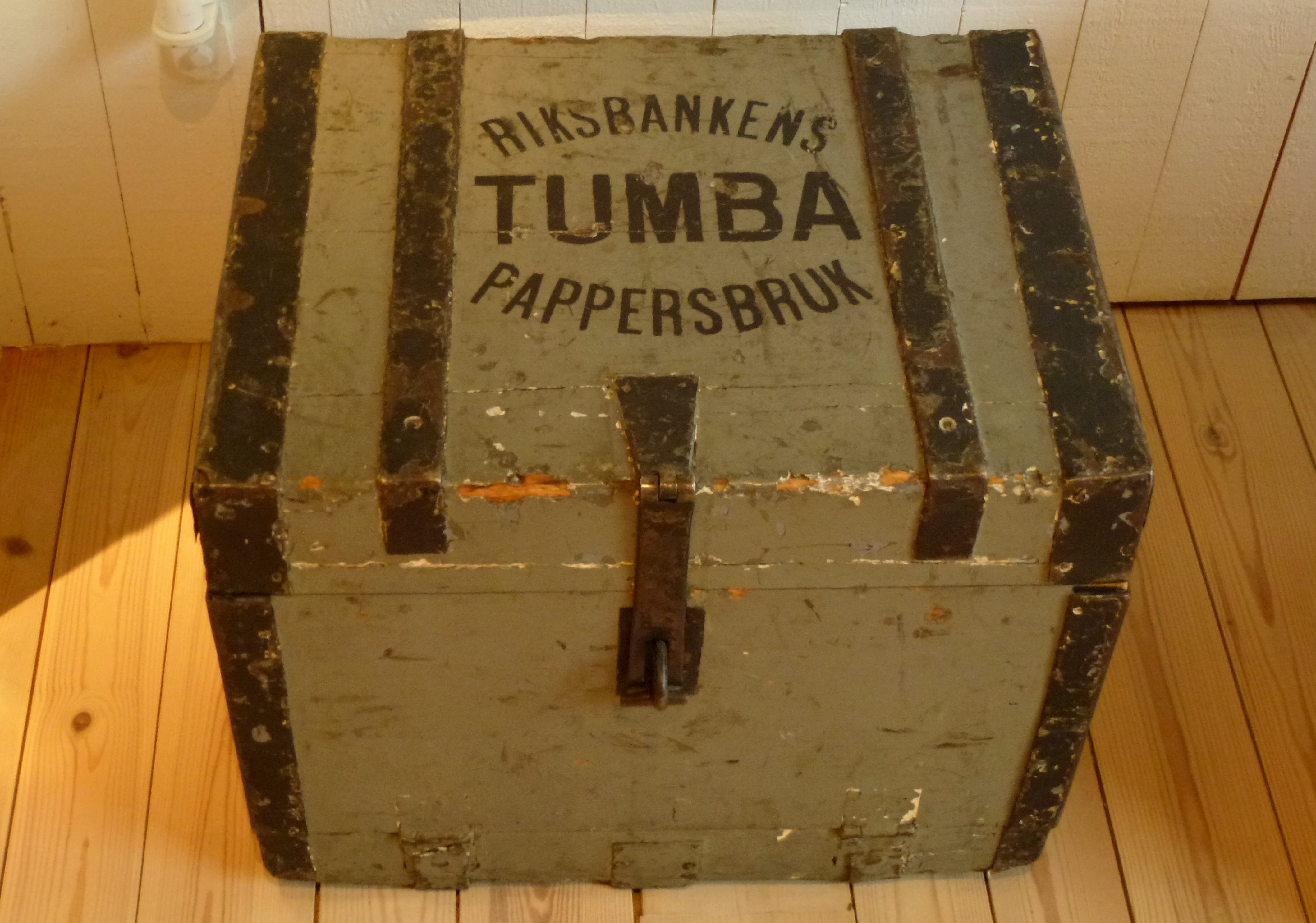
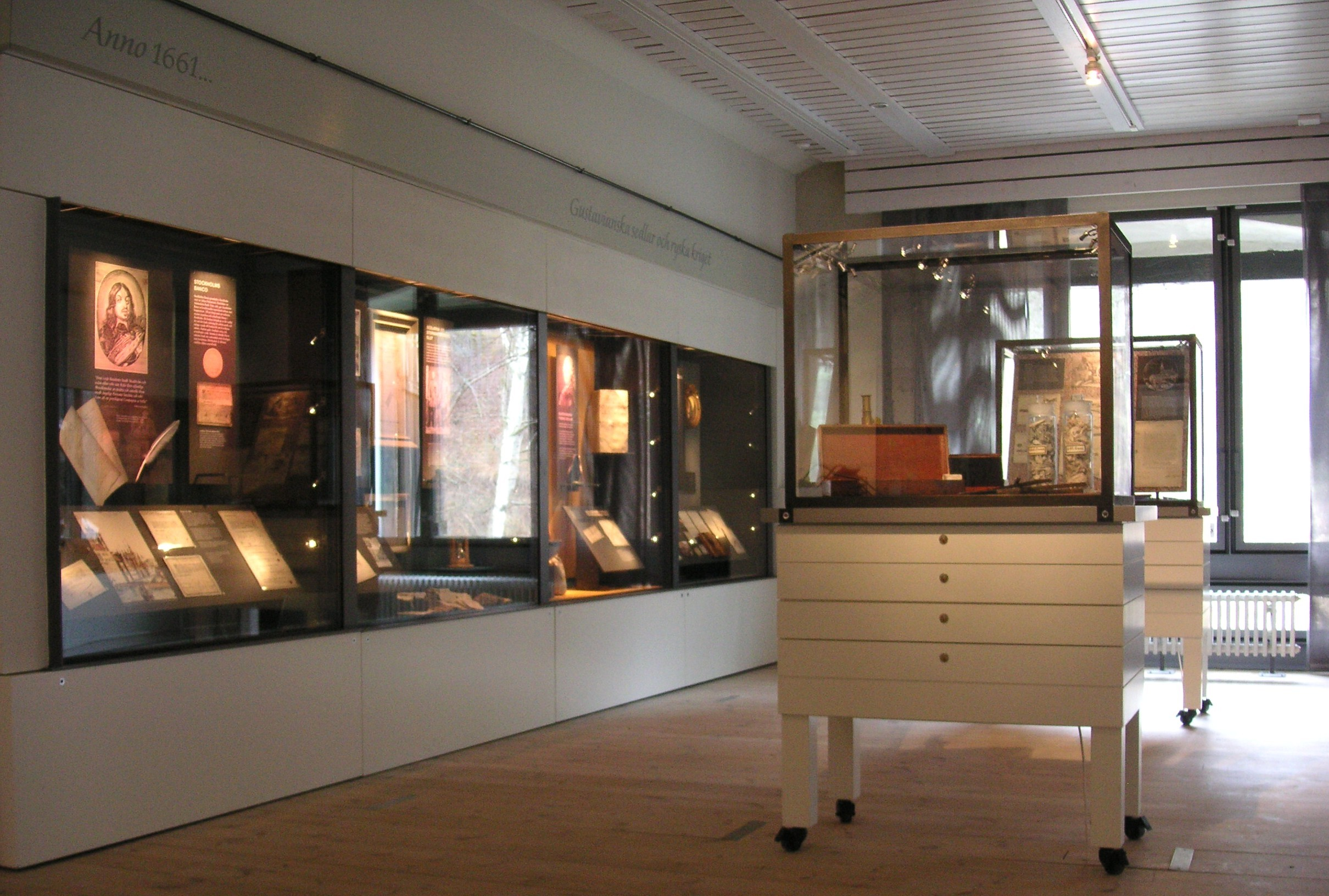
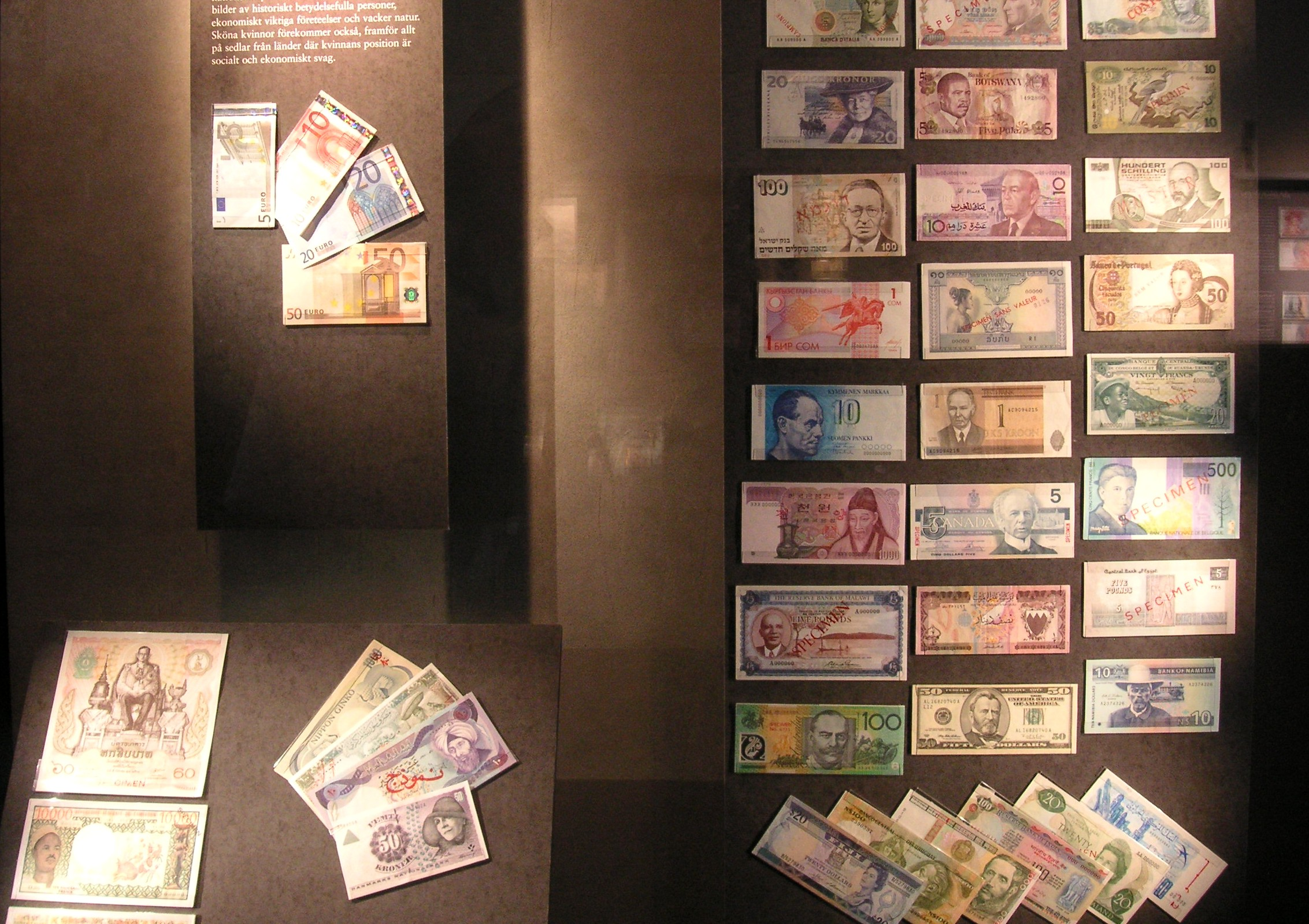
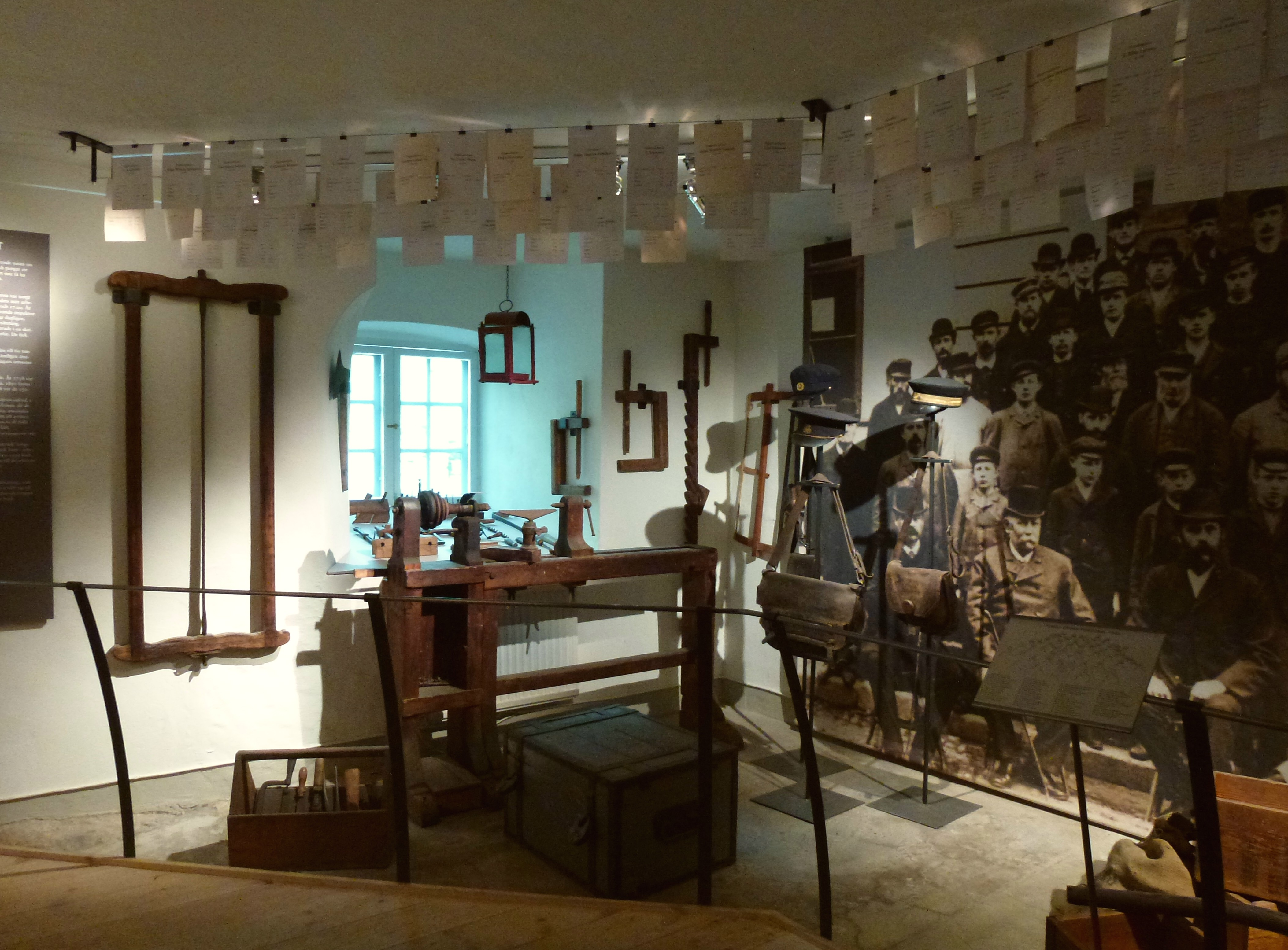
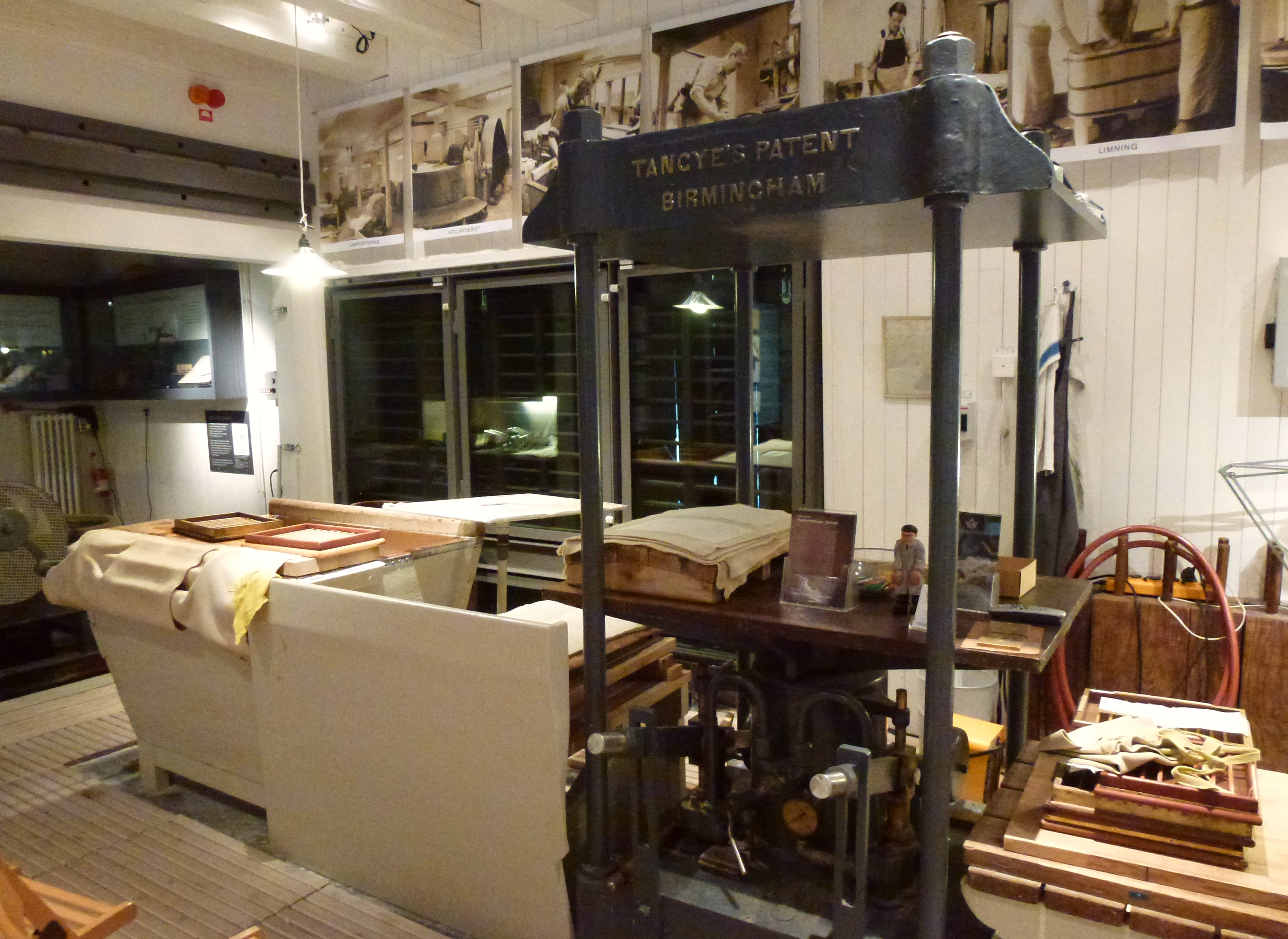
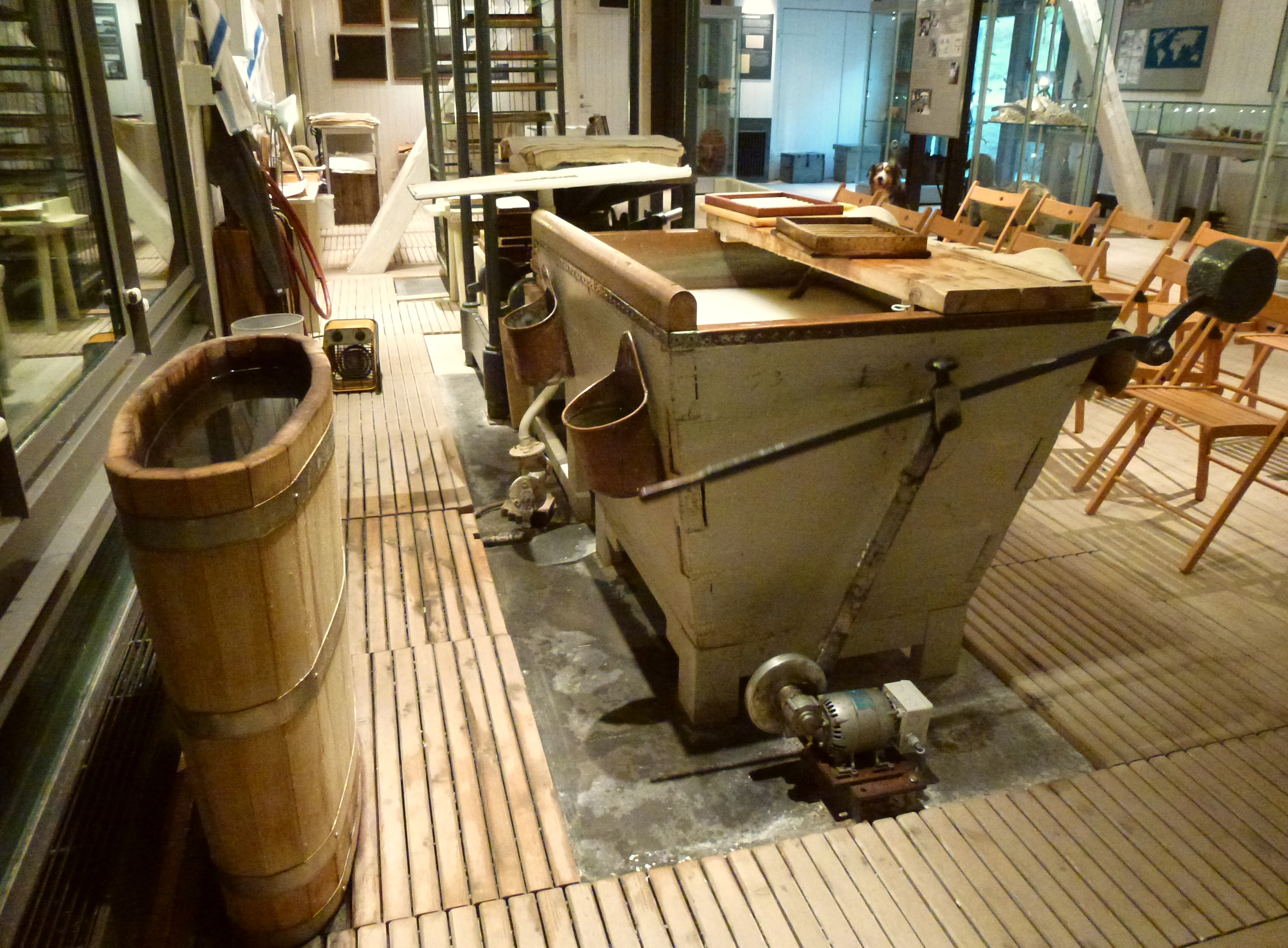
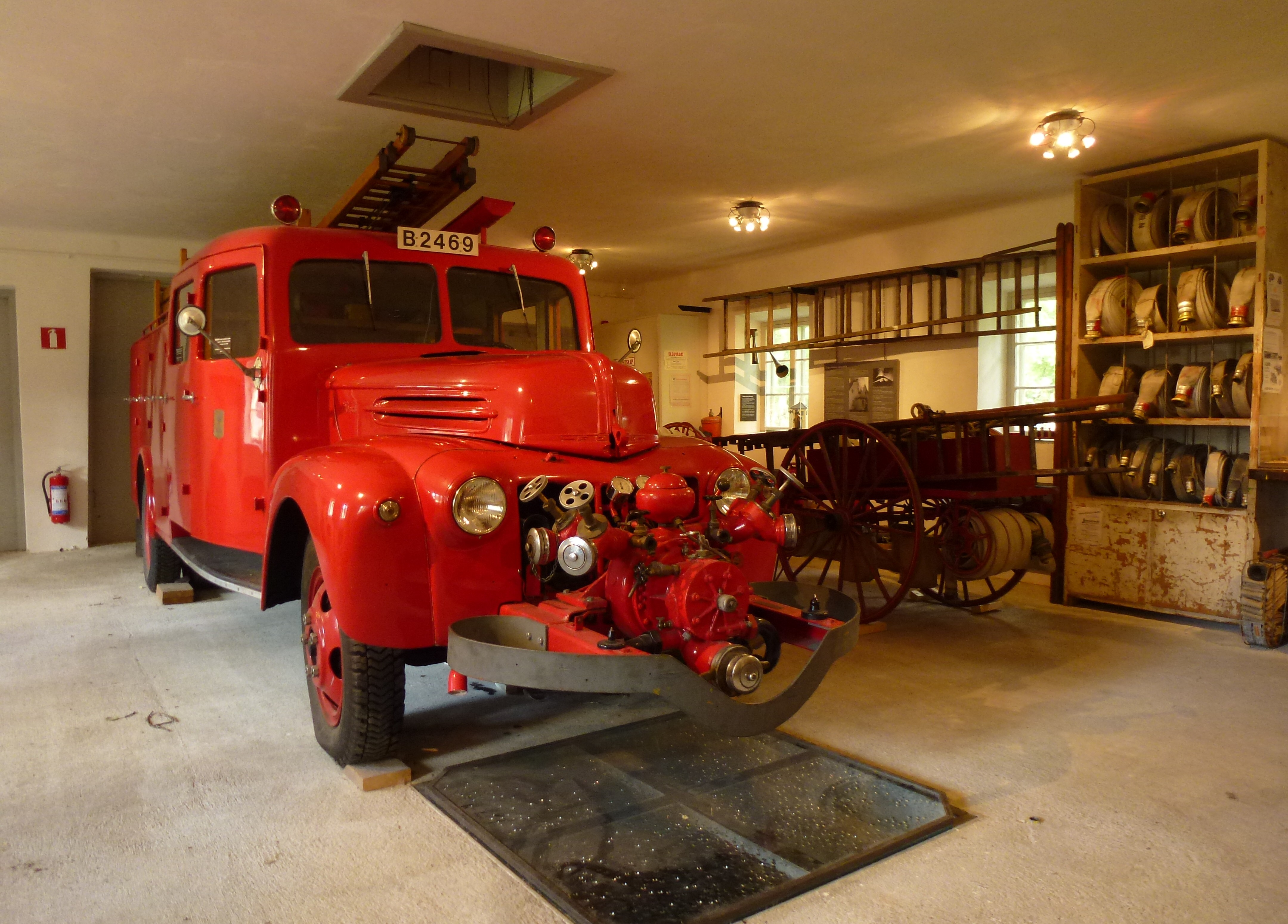
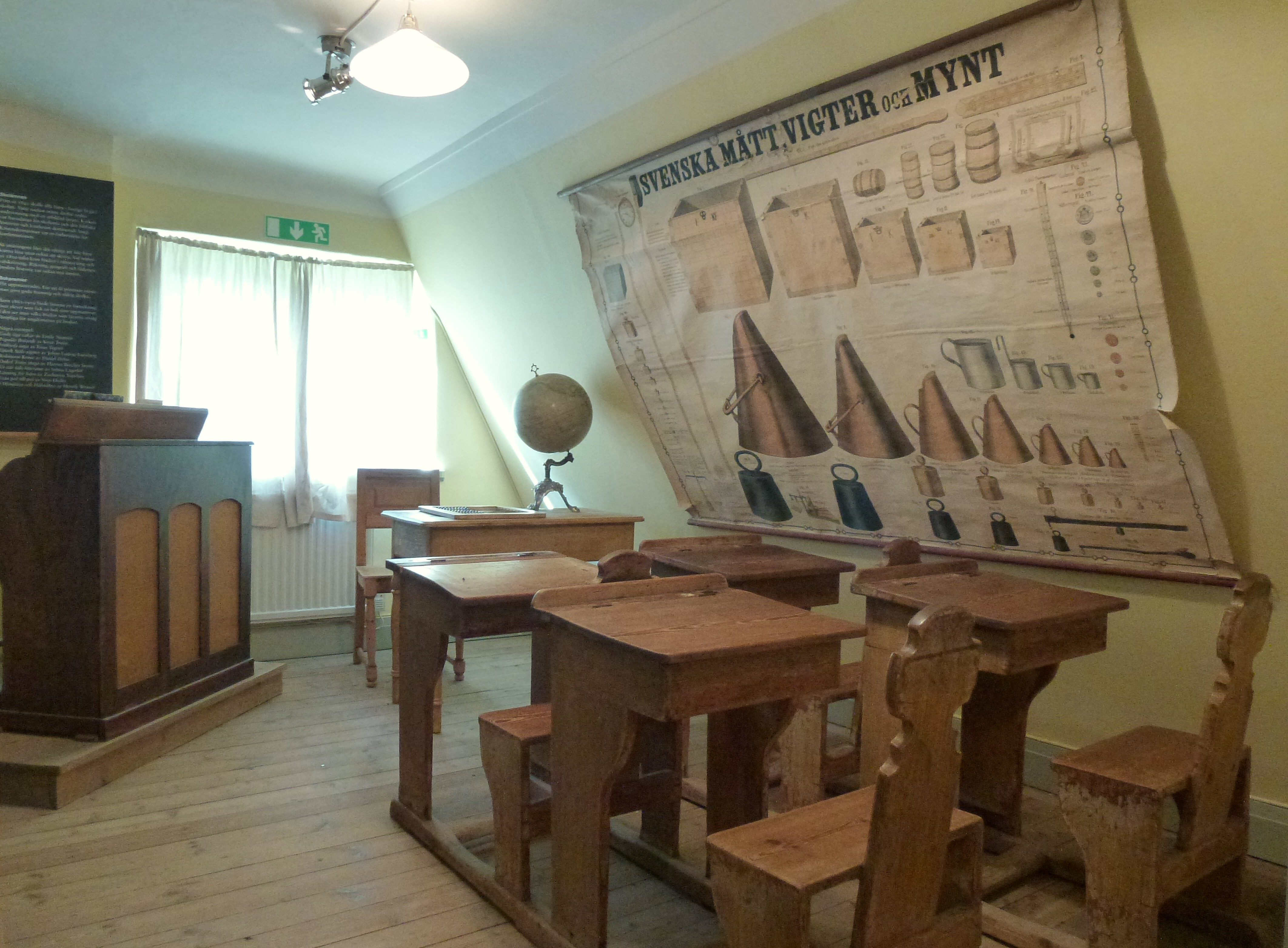